# Athos Abramo
Athos Abramo (Araraquara, 11 de setembro de 1905 — São Paulo, 23 de setembro de 1968) foi um jornalista, crítico e diretor de teatro brasileiro. Trabalhou na Folha da Manhã, hoje Folha de S. Paulo. 

## Biografia
Filho dos imigrantes italianos Afra Iole Scarmagnan (de Monselice) e Vincenzo Abramo (de Torraca). Junto aos seus irmãos o artista plástico Lívio Abramo, Lélia Abramo, Beatriz Abramo, Fúlvio Abramo, Cláudio Abramo, faz parte de uma família que teve grande presença na história brasileira, tanto na política como na arte. Sua mãe Afra Iole era filha de Bortolo Scarmagnan, importante militante anarcossindicalista e organizador da Greve Geral de 1917.
Participante e diretor do grupo teatral amador I Guitti, no qual Lélia Abramo faz sua primeira aparição como atriz, com cenários de Lívio Abramo (Magaldi, pg. 34). O nome do teatro era Apolo, situava-se no Bairro do Ipiranga. Casado com Athia Abramo, Athos é o pai do jornalista Perseu Abramo,e da professora Alcione Abramo.  (Fúlvio Abramo, Teoria e Debate no.1).

## Leituras adicionais
- Lélia Abramo. Vida e Arte. SP: Editora Unicamp, 1997
- Sábato Magaldi e Maria Thereza Vargas. Cem anos de Teatro em São Paulo. SP: Senac 2001. (Edição em livro de caderno especial editado pelo jornal O Estado de S. Paulo com o mesmo nome)

## Links
- «Artigo de Sábato Magaldi. Presença Italiana em São Paulo» (PDF). (em formato PDF)
- «Fúlvio Abramo recorda 60 anos de luta socialista». Teoria e Debate nº 01 - dezembro de 1987